# Robat-e Zafarani
Robat-e Zafarani (în persană رباط زعفراني, romanizat și ca Robāț-e Za'farānī și Robāț Za'farānī) este un sat din districtul rural Simineh Rud, în districtul central al județului Bahar, provincia Hamadan, Iran. La recensământul din 2006, populația sa era de 1.004 de locuitori, în 272 de familii.